# 2011年広島市長選挙
2011年広島市長選挙（2011ねんひろしましちょうせんきょ）は、2011年4月10日に執行された広島県広島市の市長選挙である。第17回統一地方選挙の一環で実施された。

## 概要
任期満了に伴う選挙であるが、現職の秋葉忠利が今期限りで退任するため、秋葉が初当選した1999年以来12年ぶりの新人だけによる選挙となった。当初は8人が立候補を表明しており、3月18日に広島市西区民文化センターにおいて広島青年会議所などの主催による「広島みらいづくり2011広島市長選挙立候補予定者マニフェスト型公開討論会」に8人が参加したが、その後2人が取りやめ、公示日に立候補したのは6人となった。
選挙は前の女性副市長の豊田麻子を民主党広島県連と連合、社民党広島県連合が支援し、それに対し自由民主党と公明党が推薦する松井一実と日本共産党の大西理が争う与野党対決の構図に加え、2人の市議系候補がどこまで票を伸ばすかも注目された。なお、みんなの党と国民新党は候補者を擁立せず自主投票とした。
また、この選挙は秋葉市政が推進してきた広島・長崎→ヒロシマ・オリンピック構想の是非を問う内容も、選挙の争点とされたが、後述の結果のとおり、五輪誘致に反対した松井一実が当選し、「東日本大震災の復興へ向けた経済政策に重きを置くべきだ」として、正式に広島市への五輪誘致を断念、2020年の五輪誘致を事実上東京に集約・舵を切る形となった。

### 立候補者[4]
6名、届け出順。
| 候補者名 | 所属党派   | 推薦・支援                 | 肩書                               |
| -------- | ---------- | -------------------------- | ---------------------------------- |
| 大原邦夫 | 無所属     |                            | 元広島市議                         |
| 大西理   | 日本共産党 |                            | 共産党広島県常任委員               |
| 豊田麻子 | 無所属     | 民主党支援・社会民主党支援 | 前広島副市長                       |
| 桑田恭子 | 無所属     |                            | 前広島市議                         |
| 松井一実 | 無所属     | 自由民主党・公明党推薦     | 前厚生労働省中央労働委員会事務局長 |
| 前島修   | 無所属     |                            | 建設コンサルタント会社員           |

## 選挙結果
※当日有権者数：923,156人 最終投票率：49.08%（前回比：-4.67pts）
| 候補者名 | 年齢 | 所属党派 | 新旧別 | 得票数    | 得票率 | 推薦・支持     |
| -------- | ---- | -------- | ------ | --------- | ------ | -------------- |
| 松井一実 | 58   | 無所属   | 新     | 165,481票 | 37.3%  | 自民・公明推薦 |
| 豊田麻子 | 45   | 無所属   | 新     | 117,538票 | 26.5%  | 民主・社民支援 |
| 大原邦夫 | 61   | 無所属   | 新     | 90,464票  | 20.4%  |                |
| 桑田恭子 | 49   | 無所属   | 新     | 37,986票  | 8.6%   |                |
| 大西理   | 45   | 共産     | 新     | 20,084票  | 4.5%   |                |
| 前島修   | 37   | 無所属   | 新     | 11,732票  | 2.6%   |                |